# AQR資本
AQR資本管理（AQR Capital Management）是一家总部位于美国康涅狄格州格林威治的全球投资管理公司。该公司由Cliff Asness、David Kabiller、John Liew和Robert Krail于1998年创立，該公司为机构客户提供另类和传统投资工具。AQR在波士顿、芝加哥、洛杉矶、班加羅爾、香港、伦敦、悉尼和東京设有办事处。